# Wolfram von Eschenbach

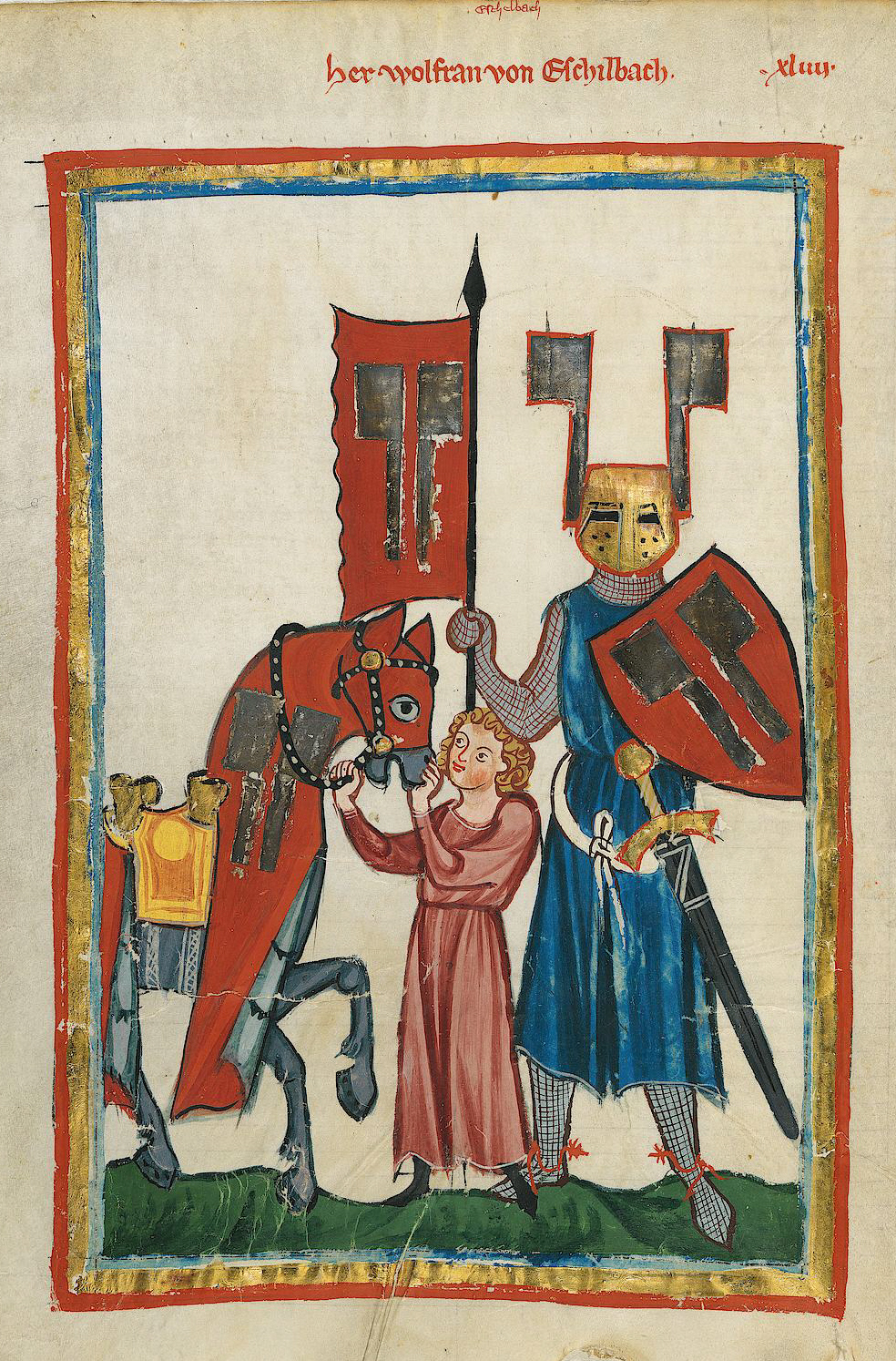
Chân dung Wolfram từ Codex Manesse, k. 1300

Wolfram von Eschenbach (tiếng Đức: [ˈvɔlfʁam fɔn ˈɛʃn̩bax]; k. 1160/80 – k. 1220) là một hiệp sĩ, nhà thơ và nhà soạn nhạc người Đức, được coi là một trong những nhà thơ sử thi vĩ đại nhất của văn học Đức thời trung cổ. Là một Minnesinger, ông cũng viết thơ trữ tình.

## Tiểu sử

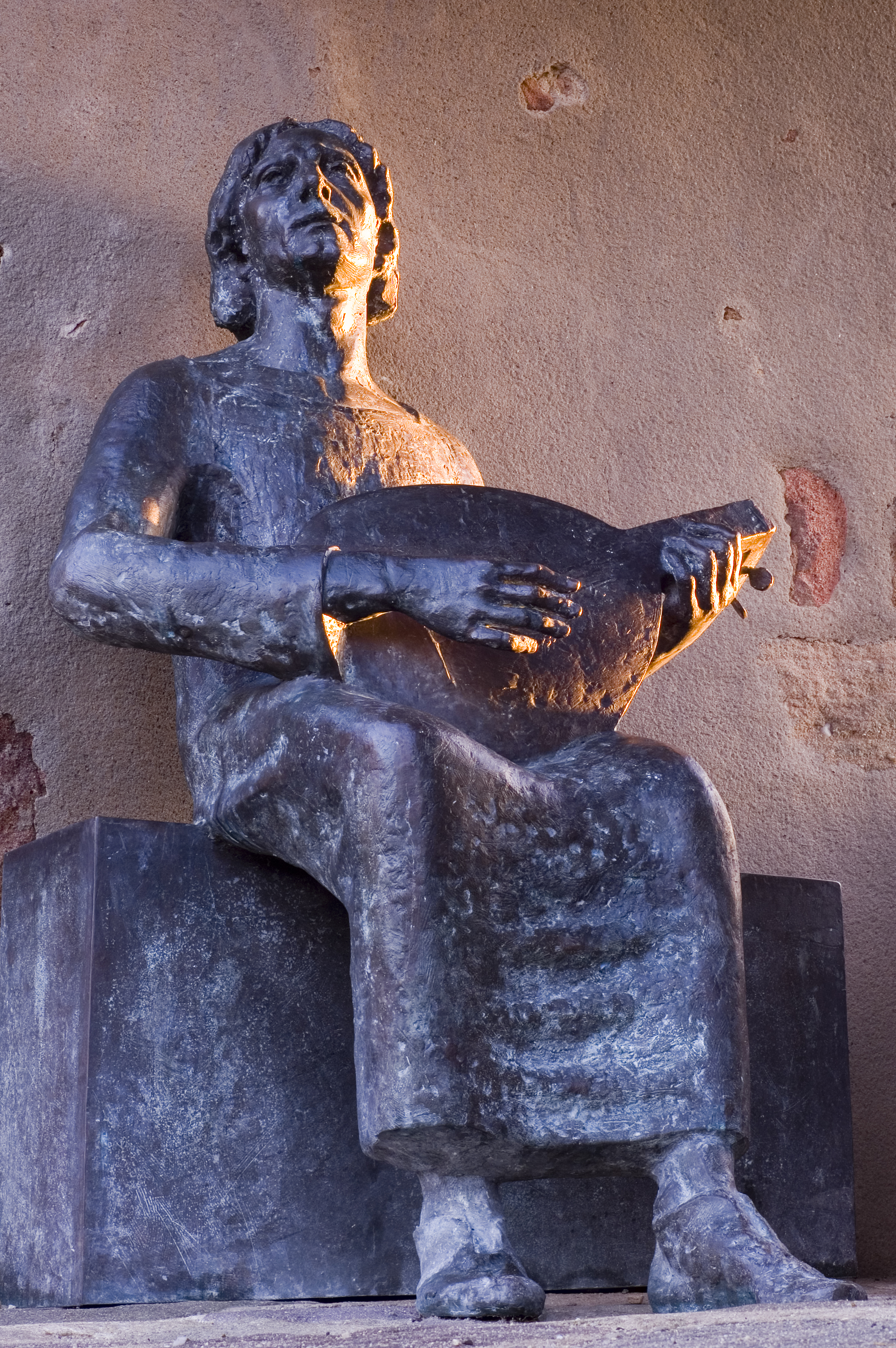
Tượng của Wolfram tại lâu đài Burg Abenberg ở Abenberg

Người ta biết rất ít về cuộc đời của Wolfram. Không có tài liệu lịch sử nào đề cập đến ông, và các tác phẩm của ông là nguồn bằng chứng duy nhất. Trong Parzival, ông nói wir Beier ("chúng ta người Bayern"); phương ngữ trong các tác phẩm của ông là tiếng Đông Franconia. Điều này và một số tham chiếu địa lý đã dẫn đến Wolframs-Eschenbach ngày nay, cho đến năm 1917 Obereschenbach, gần Ansbach ngày nay Bayern, được chính thức xác  định là nơi sinh của ông. Tuy nhiên, chứng cứ này chỉ là tình huống và không phải là không có vấn đề - có ít nhất bốn địa điểm khác có tên Eschenbach ở Bayern, và Wolframs-Eschenbach không phải là một phần của Công quốc Bayern (Altbayern) thời Wolfram.
Huy hiệu được The arms được thể hiện trong bản thảo Manesse đến từ trí tưởng tượng của một nghệ sĩ thế kỷ 14, vẽ hình Hiệp sĩ Đỏ trong Parzival, và không có mối liên hệ huy hiệu nào với Wolfram. Các tác phẩm của Wolfram chỉ ra một số người bảo trợ có thể có (đáng tin cậy nhất là Hermann I của Thuringia), điều này cho thấy rằng ông đã phục vụ tại một triều đình trong suốt cuộc đời của mình. Có lẽ ông không phải là một người giàu có, vì ông thường xuyên ám chỉ đến sự nghèo khó của chính mình..
Trong Parzival của mình, Wolfram nói rằng ông không biết chữ; trong khi tuyên bố bị một số học giả coi là hoài nghi, sự thật của khẳng định, khó tin đối với một số người hiện đại, là không thể xác định được. Nhưng nó đã được ghi nhận bởi nhiều nhà bình luận. Nó được ghi nhận trong The Magic Mountain của Thomas Mann rằng "nhà thơ vĩ đại nhất của Trung cổ, Wolfram von Eschenbach, không thể đọc và viết," còn Catholic Encyclopedia nhận xét: "Wolfram trong tác phẩm Parzival của mình cho chúng ta biết một cách rõ ràng rằng ông không thể đọc cũng như viết. Các bài thơ của ông được ông đọc cho người khác viết ra. Kiến thức của ông sâu rộng và đa dạng hơn là chính xác. Ông chắc chắn biết tiếng Pháp, nhưng chỉ là không hoàn hảo; vì tên riêng của ông thường cho thấy sự hiểu lầm kỳ lạ về các từ và cụm từ tiếng Pháp."